# Conrad Coates

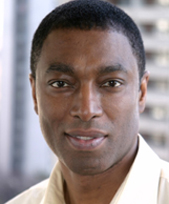
Conrad Coates

Conrad Coates (* 12. Juli 1970 in London, England, Vereinigtes Königreich) ist ein kanadischer Schauspieler.

## Leben
Coates wurde am 12. Juli 1970 in London als Sohn jamaikanischer Eltern geboren. Noch im Kindesalter zog die Familie schließlich nach Kanada, wo er seine Schulbildung erhielt. Nach seiner Schulzeit arbeitete er in lokalen sowie regionalen Theatern und wirkte beim Stratford Shakespeare Festival mit. Seit 1985 wirkte er so in über 40 verschiedenen Stücken mit. Er ist Vater einer Tochter und ist Professor am Seneca College.
Ende der 1980er Jahre wagte Coates schließlich den Weg zum Film und wirkte 1989 in einer Episodenrolle der Fernsehserie Krieg der Welten mit. In den nächsten Jahren konnte er sich durch eine Reihe von Episodenrollen in verschiedenen Fernsehserien und einigen Nebenrollen in Filmproduktionen als Filmschauspieler etablieren. 2006 wirkte er in den Katastrophenfernsehfilmen Solar Attack – Der Himmel brennt in der Rolle des Colonel Alby und in Wenn der Mond auf die Erde stürzt in der Rolle des Will mit. 2007 war er im Weihnachtsfernsehfilm Christmas Caper in der Rolle des Clive Henry zu sehen. 2009 hatte er eine Nebenrolle als Stephen in dem Film Helen inne. 2012 folgte mit der Rolle des Hudson im Film Das gibt Ärger eine weitere Nebenrolle. 2015 stellte er in insgesamt elf Episoden der Fernsehserie Defiance die Rolle des T'evgin dar. Zwei Jahre später übernahm er die Rolle des Admiral Terral in der Fernsehserie Star Trek: Discovery.

## Filmografie (Auswahl)
- 1989: Krieg der Welten (War of the Worlds, Fernsehserie, Episode 1x11)
- 1990: In himmlischer Mission (Clarence, Fernsehfilm)
- 1991: Getäuscht (Deceived)
- 1993: Im Zweifel gegen den Angeklagten (Trial & Error, Fernsehfilm)
- 1994: Wagen 54 – Bitte Melden (Car 54, Where Are You?)
- 1995: Open Season
- 1995: To Die For
- 1995: Rude
- 1997: Sterben und erben (Critical Care)
- 1997: PSI Factor – Es geschieht jeden Tag (PSI Factor – Chronicles of the Paranormal, Fernsehserie, 1 Episode)
- 1999: Privatdetektiv Spenser: Verdächtiges Schweigen (Spenser: Small Vices, Fernsehfilm)
- 1999: Dear America: The Winter of Red Snow (Fernsehfilm)
- 2000: Finding Buck McHenry (Fernsehfilm)
- 2000: Who Killed Atlanta’s Children? (Fernsehfilm)
- 2000: Hendrix (Fernsehfilm)
- 2000–2001: These Arms of Mine (Fernsehserie, 5 Episoden)
- 2001: Nikita (Fernsehserie, 4 Episoden)
- 2001: Pretender – Insel der Gequälten (The Pretender: Island of the Haunted, Fernsehfilm)
- 2001–2002: Akte Zack (The Zack Files, Fernsehserie, 14 Episoden, verschiedene Rollen)
- 2002: Guilt by Association (Fernsehfilm)
- 2002: Scared Silent (Fernsehfilm)
- 2002: Saint Monica
- 2002: Conviction (Fernsehfilm)
- 2003: Name of the Rose (Kurzfilm)
- 2003: Word of Honor (Fernsehfilm)
- 2004–2008: Degrassi: The Next Generation (Fernsehserie, 5 Episoden)
- 2005: Hollywood Flies
- 2006: Between Truth and Lies (Fernsehfilm)
- 2006: The Sentinel – Wem kannst du trauen? (The Sentinel)
- 2006: Gospel of Deceit (Fernsehfilm)
- 2006: Solar Attack – Der Himmel brennt (Solar Strike, Fernsehfilm)
- 2006: Wenn der Mond auf die Erde stürzt (Earthstorm, Fernsehfilm)
- 2007: How She Move
- 2007: The Dresden Files (Fernsehserie, 7 Episoden)
- 2007: Christmas Caper (Fernsehfilm)
- 2007–2008: Kyle XY (Fernsehserie, 9 Episoden)
- 2007–2009: Da Kink in My Hair (Fernsehserie, 7 Episoden)
- 2008: Vipers (Fernsehfilm)
- 2009: Helen
- 2009: The Death of Alice Blue
- 2009: Come Dance at My Wedding (Fernsehfilm)
- 2009: The Good Times Are Killing Me (Fernsehfilm)
- 2009: Skyrunners (Fernsehfilm)
- 2009: Disney XD's Skyrunners Testimonials (Fernsehserie, 22 Episoden)
- 2010: Percy Jackson – Diebe im Olymp (Percy Jackson & the Olympians: The Lightning Thief)
- 2010: Tron: Legacy
- 2011: Cell 213
- 2012: Das gibt Ärger (This Means War)
- 2012: Two Hands to Mouth
- 2015: Defiance (Fernsehserie, 11 Episoden)
- 2015: The Gift (Kurzfilm)
- 2015: V Morgan Is Dead (Fernsehserie, 7 Episoden)
- 2016: X-Men: Apocalypse
- 2017: Deadly Secrets by the Lake (Fernsehfilm)
- 2017: Early Release (Fernsehfilm)
- 2017: The Christmas Cure (Fernsehfilm)
- 2017: Star Trek: Discovery (Fernsehserie, 4 Episoden)
- 2017: Supers (Kurzfilm)
- 2018: Anon
- 2018: Willkommen in Marwen (Welcome to Marwen)
- 2019: Bailey – Ein Hund kehrt zurück (A Dog’s Journey)
- 2019: Business Ethics
- 2019: Escaping the NXIVM Cult – A Mother’s Fight to Save Her Daughter (Fernsehfilm)
- 2020: Love by Accident (Fernsehfilm)
- 2020: A Christmas Exchange (Fernsehfilm)
- 2021: Romance in the Wilds
- 2023: Totally Killer – Gefährliches Spiel mit der Zeit (Totally Killer)